# نشان ملی بوتسوانا
نشان ملی بوتسوانا در ۲۵ ژانویهٔ ۱۹۶۶ به تصویب رسید. سپر میانی توسط دو گورخر حمایت می‌شود. شکل سپر شبیه سپرهای سنتی است که در جنوب آفریقا یافت می‌شود. در بخش بالایی سپر، سه چرخ‌دنده به نشانهٔ صنعت وجود دارد.
سه موج در میانهٔ سپر، نماد آب هستند و شعار کشور یعنی پولا را یادآوری می‌کنند. این واژه به معنی «باران» است؛ ولی بخت خوب نیز معنی می‌شود و نام واحد پول ملی این کشور است. این شعار اهمیت آب برای بوتسوانا را نیز نشان می‌دهد. شعار در پایین نشان ملی روی نوار آبی قرار داده شده‌است.
سر یک گاومیش در پایین سپر رسم شده‌است که نماد اهمیت پرورش گاو در بوتسوانا است. دو گورخر نماد اهمیت حیات وحش هستند. همچنین پوست گورخر شامل خط‌های سیاه و سفید است که برابری مردم با رنگ پوست گوناگون را در بوتسوانا نشان می‌دهد. گورخر سمت راست خوشه‌های ذرت خوشه‌ای را در دست دارد که محصول مهمی در کشور است. گورخر سمت چپ نیز عاجی را نگه داشته‌است که نماد تجارت عاج در بوتسوانا بوده‌است. عاج می‌تواند نماد حفاظت از حیات وحش نیز باشد. بوتسوانا یکی از بزرگترین جمعیت‌های فیل در آفریقا را دارد.